# Poa kolymensis
Poa kolymensis är en gräsart som beskrevs av Nikolai Nikolaievich Tzvelev. Poa kolymensis ingår i släktet gröen, och familjen gräs. Inga underarter finns listade i Catalogue of Life.